# 신성초등학교 (경북)
신성초등학교(神城初等學校)는 대한민국 경상북도 안동시 풍천면에 있는 공립 초등학교이다.

## 학교 연혁
- 1949.10.10 신성국민학교 설립인가
- 1949.12.03 신성국민학교 개교(풍천면 신성리)
- 1957.02.01 신성2리 현 위치로 이전
- 1981.03.10 신성국민학교 병설유치원 개원
- 1985.12.03 교가 제정
- 1989.09.01 ‘라’벽지 학교로 지정
- 1996.03.01 신성초등학교로 교명 변경
- 1999.03.01 광덕초등학교 통폐합(24명 전입)
- 2003.09.01 신관 교실 신축(4실)
- 2004.03.01 안동교육청지정 인성교육시범학교
- 2009.03.01 교원능력개발평가 도지정학교 운영
- 2010.03.01 학력향상 중점학교 도시범학교 운영
- 2014.03.01 6학급 편성, 병설 유치원 1학급 편성(종일반 운영)